# Félix Sienra
Félix Fructuoso Sienra Castellanos (Montevideo, 21 gennaio 1916 – Montevideo, 30 gennaio 2023) è stato un velista uruguaiano.

## Biografia
Partecipò alle Olimpiadi del 1948 a Londra, conquistando la sesta posizione.
Sienra è morto nel 2023: con i suoi 107 anni e 9 giorni, risulta l'atleta olimpionico più longevo di sempre.